# Roger Leenhardt
Pour les articles homonymes, voir Leenhardt.
Roger Leenhardt est un réalisateur, acteur, scénariste et producteur de cinéma français, né le 23 juillet 1903 à Montpellier, et, mort le 4 décembre 1985 dans le 6e arrondissement de Paris. C’est l’« éminence grise de l'intelligence cinématographique » comme le qualifie André Bazin.

## Biographie
Roger Leenhardt nait en 1903 à Montpellier, dans une famille protestante, fils de Charles Leenhardt, enseignant à la faculté des sciences de Montpellier, et de son épouse, Suzanne Dautheville. Après des études de lettres et de philosophie, en tant que critique de cinéma, Roger Leenhardt collabore avant la Seconde Guerre mondiale avec la revue Esprit (1934-1939). 
À partir de 1936, la Compagnie Générale Transatlantique fait appel à ses services pour commenter des documentaires cinématographiques, comme Course en Atlantique, qui raconte l’aventure de Marin Marie à bord de l'Arielle ou encore New-York Rio à bord de Normandie, en février 1938. 
Avec l’appui d’Emmanuel Mounier, il est recruté par Pierre Schaeffer au sein de Jeune France, mouvement créé sous l’égide du gouvernement de Vichy mais bénéficiant grâce à ses statuts d’une certaine indépendance et d’une orientation pluraliste : il y est qualifié par la police de Vichy de « gaulliste notoire »,. L’association est finalement dissoute en 1942. 
Après la Libération, il travaille avec Les Lettres françaises puis L'Écran français (1944-1948). Il participe à la fondation du ciné-club Objectif 49 que fréquentent notamment les futurs collaborateurs des Cahiers du cinéma. Producteur de courts-métrages, il réalise de nombreux documentaires à partir de 1934, mais surtout après la guerre. 
Ce grand intellectuel du cinéma des années 1930 et 1940 est considéré comme un des pères spirituels de la Nouvelle Vague. 
Ardent défenseur du cinéma d'auteur, il devient un auteur à part entière avec Les Dernières Vacances (1948), où Odile Versois trouve son premier rôle. Il tournera deux autres longs-métrages, Le Rendez-vous de minuit (1961), avec Lilli Palmer et Michel Auclair, et Une fille dans la montagne (1964, pour la télévision), avec Giani Esposito. Il apparaît comme acteur dans des films de ses amis de la Nouvelle Vague : Une femme mariée de Jean-Luc Godard et L'Homme qui aimait les femmes de François Truffaut. 
Il a exercé les fonctions de vice-président du Syndicat des producteurs de films éducatifs, documentaires et de courts métrages.
Il meurt à Paris le 4 décembre 1985 à 82 ans et il est inhumé à Calvisson, commune du Gard où il a passé les quinze dernières années de sa vie.

## Filmographie

### Acteur
- 1964 : Une femme mariée de Jean-Luc Godard : lui-même
- 1967 : Le Beatnik et le Minet
- 1977 : L'Homme qui aimait les femmes de François Truffaut : M. Betany, directeur des éditions
- 1979 : Les Enfants pilllards (titre télé) ou J'ai voulu rire comme les autres (titre cinéma) de Bernard Dubois : la voix du père

### Réalisateur
Courts métrages
- 1934 : Le Tapis moquette
- 1935 : La Crète sans les Dieux (coréalisateur : René Zuber)
- 1937 : R.N. 37
- 1938 : La Course au pétrole (coréalisateur : René Zuber)
- 1940 : Fêtes de France (coréalisateur : René Zuber)
- 1941 : Pescagel (coréalisateur : René Zuber)
- 1943 : A la poursuite du vent
- 1943 : Le Chant des ondes
- 1943 : Suite française (coréalisateur : René Zuber)
- 1946 : Départs pour l'Allemagne
- 1948 : La Côte d'Azur
- 1949 : Le Pain de Barbarie
- 1950 : Naissance du cinéma
- 1950 : Métro
- 1951 : Victor Hugo
- 1952 : Du charbon et des hommes
- 1952 : La France est un jardin
- 1953 : François Mauriac
- 1953 : Notre sang
- 1955 : La Fugue de Mahmoud
- 1957 : Jean-Jacques
- 1958 : Daumier
- 1958 : Pour la santé des travailleurs des mines (production)
- 1958 : Paris et le désert français (coréalisateur : Sidney Jézéquel)
- 1960 : Le Maître de Montpellier
- 1960 : Paul Valéry (aussi production)
- 1961 : Entre Seine et mer
- 1963 : Des femmes et des fleurs
- 1964 : L'Homme à la pipe
- 1964 : Daguerre ou la naissance de la photographie
- 1966 : Jacques Copeau
- 1966 : Le Cœur de la France
- 1967 : Le Beatnik et le minet
- 1967 : Le Rouge
- 1977 : Pissarro
- 1977 : Renoir ou du plaisir à la joie

Longs métrages
- 1948 : Les Dernières Vacances
- 1961 : Le Rendez-vous de minuit

Télévision
- 1964 : Une fille dans la montagne[9]

### Scénariste
- 1947 : L'Amour autour de la maison
- 1948 : Les Dernières Vacances
- 1951 : Naissance du cinéma
- 1951 : Victor Hugo
- 1953 : François Mauriac
- 1953 : Notre sang
- 1958 : Daumier
- 1960 : Le Maître de Montpellier
- 1961 : Le Rendez-vous de minuit
- 1963 : Des femmes et des fleurs
- 1964 : Courbet, l'homme à la pipe
- 1964 : Une fille dans la montagne (téléfilm)
- 1966 : Le Cœur de la France
- 1967 : Le Beatnik et le minet
- 1967 : Le Rouge
- 1977 : Pissarro
- 1977 : Renoir ou Du plaisir à la joie
- 1986 : Claire (téléfilm)

## Publications
- Roger Leenhardt, Les Yeux ouverts. Entretiens avec Jean Lacouture, Paris, Seuil, 1979.
- Roger Leenhardt, Chroniques de cinéma, coll. « Écrit », Cahiers de cinéma, Éditions de l’Étoile, 1986.